# Aisey-sur-Seine
Aisey-sur-Seine ist eine französische Gemeinde im Département Côte-d’Or in der Region Bourgogne-Franche-Comté. Sie gehört zum Arrondissement Montbard und zum Kanton Châtillon-sur-Seine. Nachbargemeinden sind Chamesson im Nordwesten, Nod-sur-Seine im Norden, Brémur-et-Vaurois im Osten, Semond im Süden, Chemin-d’Aisey im Südwesten und Coulmier-le-Sec im Westen.

## Bevölkerungsentwicklung
| Jahr                       | 1962 | 1968 | 1975 | 1982 | 1990 | 1999 | 2008 | 2015 |
| -------------------------- | ---- | ---- | ---- | ---- | ---- | ---- | ---- | ---- |
| Einwohner                  | 252  | 219  | 150  | 147  | 172  | 196  | 220  | 182  |
| Quellen: Cassini und INSEE |      |      |      |      |      |      |      |      |

## Sehenswürdigkeiten
- Château de Tavannes (Schloss), seit 1988 ein Monument historique

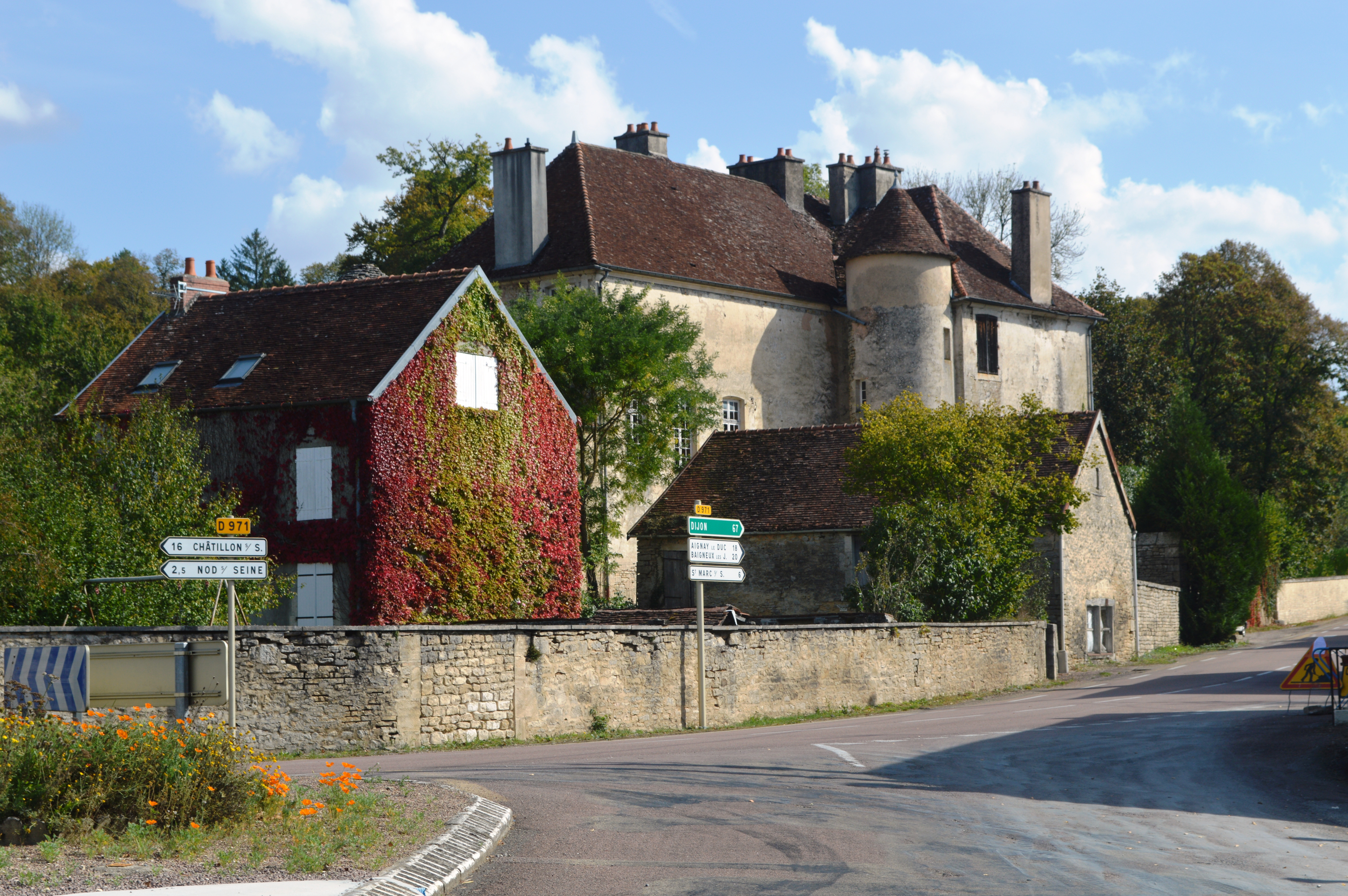
Château de Tavannes
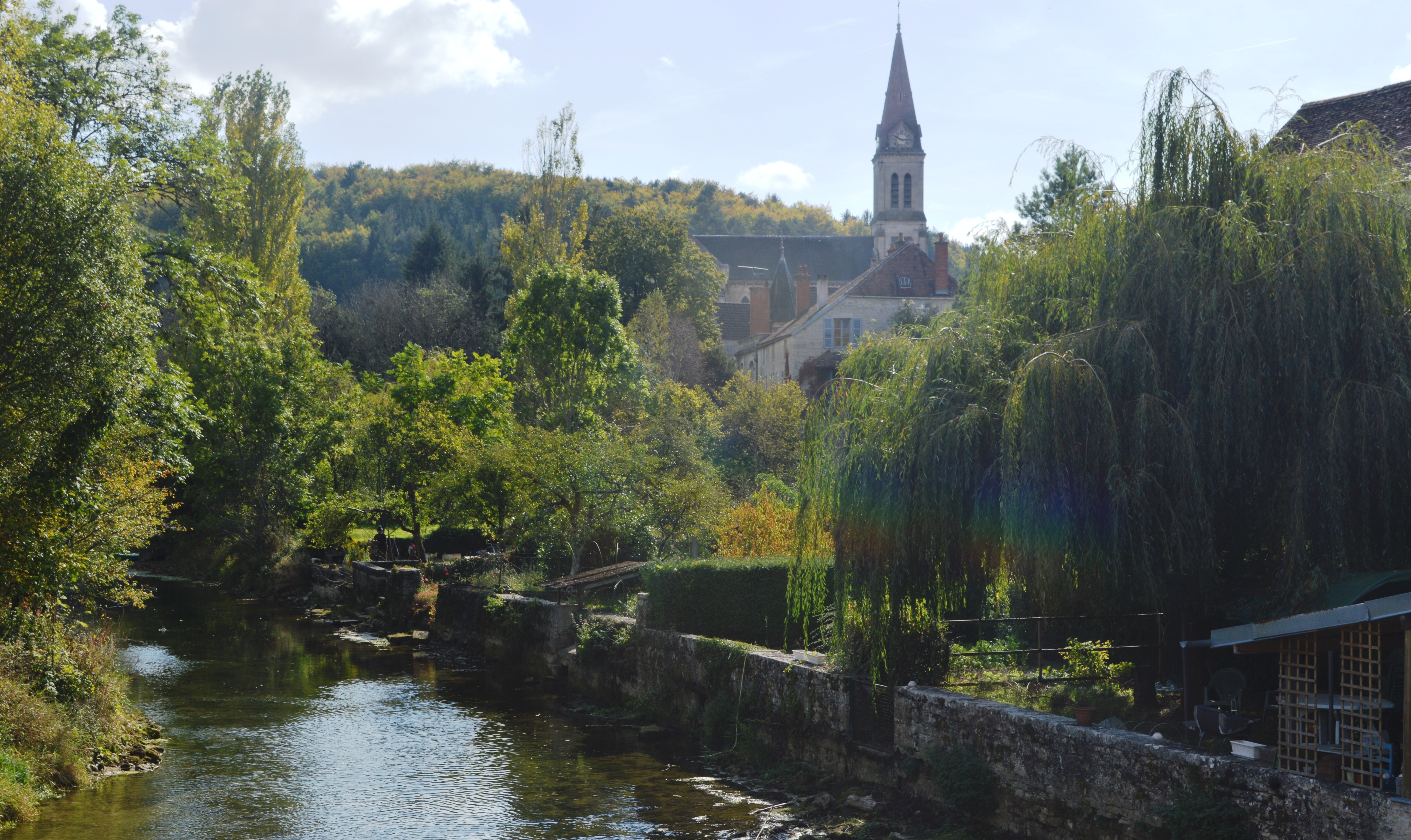
Die Seine bei Aisey-sur-Seine
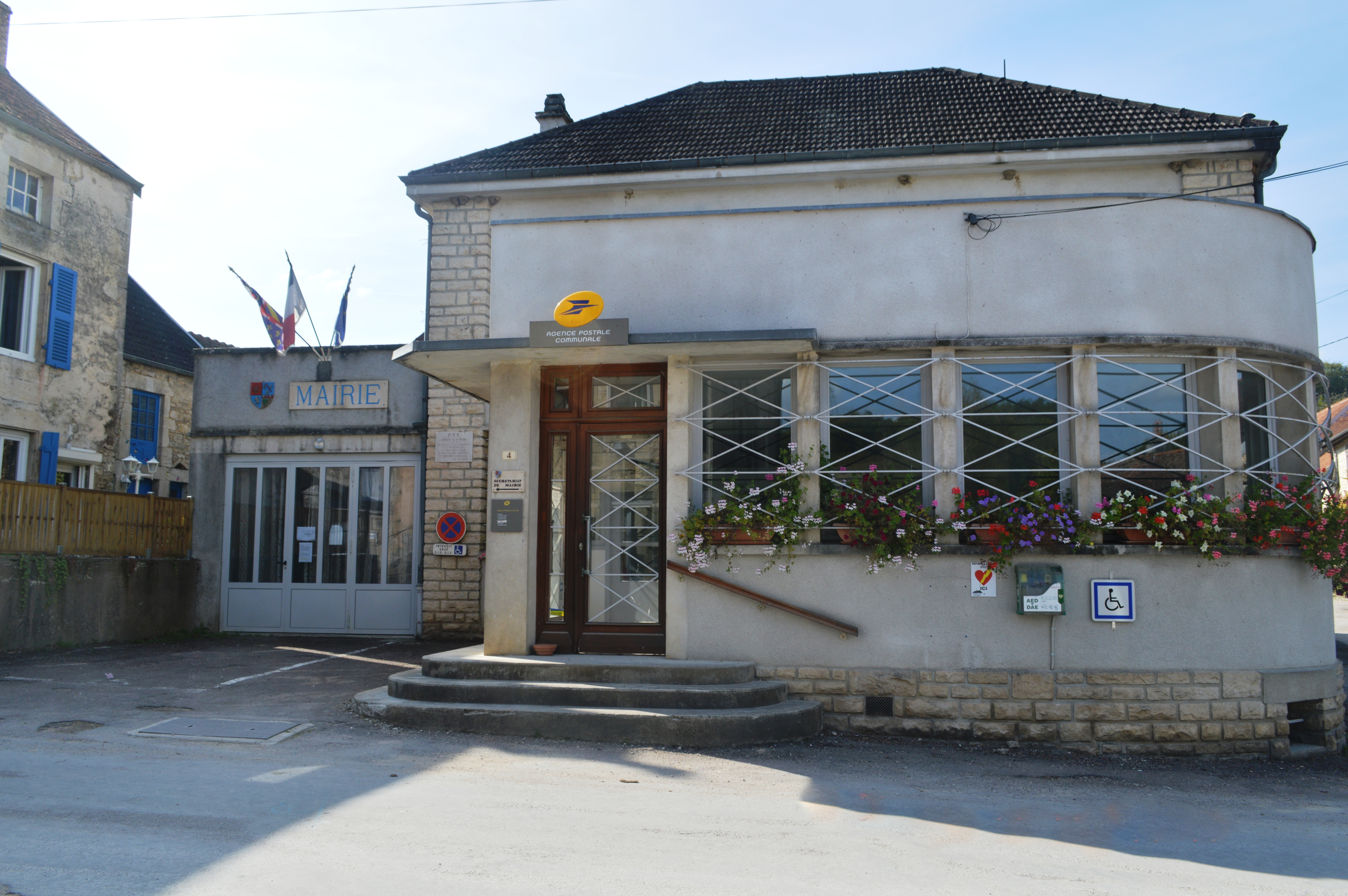
Mairie von Aisey-sur-Seine